# Trần Quang Khải
Pour les articles homonymes, voir Khai.
Trần Quang Khải (en mandarin : 陳光啓, 1241–1294), aussi connu sous le nom de Prince Chiêu Minh, était le troisième fils de Trần Thái Tông, premier empereur de la dynastie Trần du Viêt Nam. Frère cadet de l'empereur Trần Thánh Tông (en mandarin : 陳聖宗 ; 1240–1290) et Grand Chancelier pendant de nombreuses années, Trần Quang Khải est une figure historique importante de la dynastie Trần et de la cour impériale pendant les règnes des empereurs Trần Thánh Tông et Trần Nhân Tông. Pendant la seconde guerre de résistance contre l'invasion mongole, Trần Quang Khải et Trần Hưng Đạo furent les deux généraux principaux de l'armée Đại Việt qui aidèrent l'empereur à vaincre les troupes mongoles menées par le Prince Toghan pour le compte de Kubilai Khan. Outre ses fonctions militaires et administratives, Trần Quang Khải était aussi un poète reconnu et il est aujourd'hui vénéré dans certains temples du Viêt Nam.

## Biographie

### Origines
Troisième fils de l'empereur Trần Thái Tông et de l'impératrice Thuận Thiên, Trần Quang Khải avait trois frères qui sont aussi devenus des figures importantes de l'histoire vietnamienne. Son frère ainé devint l'empereur Trần Thánh Tông, son frère cadet Trần Nhật Duật (aussi connu sous le nom Prince Chiêu Văn ; 1255-1330) combattit à ses côtés contre l'invasion mongole, et son troisième frère, Trần Ích Tắc (aussi connu sous le nom de Prince Chiêu Quốc ; 1254-1329), fit défection au bénéfice de l'ennemi.

### Fonctions administratives et militaires
En 1261, âgé de seulement 20 ans, Trần Quang Khải est nommé ministre par Trần Thái Tông à la place de son frère ainé Trần Quốc Khang (aussi connu sous le nom Prince Tĩnh Quốc ; 1237-1300), écarté par l'empereur de la cour royale car n'étant pas réellement son fils (le père de Trần Quốc Khang était en effet Trần Liễu, le frère ainé de l'empereur Thái Tông). Après la mort des deux Grands Chanceliers Trần Thủ Độ et Trần Nhật Hiệu, respectivement en 1264 et 1269 , Trần Quang Khải est nommé à cette fonction en 1271 et devient ainsi le dignitaire le plus important de la Cour impériale. Quand en 1278 Trần Nhân Tông hérita du trône, Trần Quang Khải fut maintenu tandis que Trần Hưng Đạo fut nommé Grand Général de l'armée en 1283 pour se préparer contre la menace mongole.
En 1278, l'empereur mongol Khubilai Khan prit le contrôle de la Chine grâce à sa victoire décisive contre la dynastie Song à la bataille de Yamen et entreprit de poursuivre ses conquêtes en prenant le contrôle des royaumes Đại Việt et Champa. En décembre 1284, la seconde invasion mongole contre le Đại Việt est lancée au Nord avec l'infanterie sous le commandement du prince Toghan et au Sud avec la marine Yuan via le royaume de Champa par le général Sugotu. Trần Quang Khải prit le commandement de l'armée Đại Việt et fut chargé d'empêcher les deux armées ennemies de se rejoindre mais fut d'abord obligé de battre en retraite face à la marine de Sugotu, renforcé par la défection de Trần Kiện, fils de Trần Quốc Khang et gouverneur de Nghệ An, la province située au Sud du royaume. Cependant, la situation change après la bataille de Hàm Tử, où l'armée Đại Việt, commandée par Trần Nhật Duật, sort victorieuse de la marine de Sugotu, et en juin 1285 Trần Quang Khải écrase celle-ci à la bataille de Chương Dương. Sugotu est tué dix jours plus tard, l'armée Đại Việt prend définitivement l'avantage et parvient à repousser l'envahisseur.
Après les invasions mongoles, Trần Quang Khải demeure Grand Chancelier jusqu'à sa mort en 1294. Il joue un rôle fondamental dans la cohésion de la Cour et du pays grâce à son étroite relation avec Trần Hưng Đạo, en dépit de la haine que se portent leurs pères respectifs (Thái Tông et Trần Liễu).

### Poésie et lettres
Comme ses frẻres Trần Nhật Duật et Trần Ích Tắc, Trần Quang Khải était non seulement un stratège confirmé, mais aussi un lettré reconnu. Il est ainsi l'auteur d'un recueil intitulé Lạc đạo tập, dont le poème le plus illustre est Tụng giá hoàn kinh (en mandarin : 從駕還京), composé après la victoire contre les Mongols :
| En mandarin: 從 駕 還 京 奪 槊 章 陽 渡 擒 胡 鹹 子 關 太 平 宜 努 力 萬 古 此 江 山 | En vietnamien: Tụng giá hoàn kinh Chương Dương cướp giáo giặc, Hàm Tử bắt quân thù. Thái bình nên gắng sức, Non nước ấy nghìn thu. | En français: Retour vers la capitale Au port de Chương Dương, nous avons capturé les lances de l'ennemi, Au passage de Hàm Tử, les barbares ont été repoussés. La paix est là : persévérons ainsi Pour préserver la patrie à jamais. |

Comme Nam quốc sơn hà de Lý Thường Kiệt, Tụng giá hoàn kinh est considéré comme l'un des meilleurs exemples de la littérature patriotique vietnamienne pendant l'ère féodale. En dehors de ses poèmes, on attribue aussi à Trần Quang Khải et à son frère Trần Nhật Duật la création de la ""Danse des fleurs (múa bài bông)"", une danse traditionnelle encore préservée à Nam Định. Trần Quang Khải était aussi célèbre pour pouvoir parler le dialecte de plusieurs minorités du Đại Việt.

## Postérité
Trần Quang Khải eut un fils, Trần Đạo Tái (aussi connu sous le nom de Prince Văn Túc), un lettré apprécié à la Cour impériale. Son petit-fils, Trần Nguyên Đán (aussi connu sous le nom de Marquis Chương Túc) devint Ministre sous l'empereur Trần Nghệ Tông et fut lui-même le grand-père du célèbre lettré et dignitaire Nguyễn Trãi.
Plusieurs villes au Viêt Nam ont des rues qui portent son nom, notamment une rue du District 1 à Ho Chi Minh Ville.